# Roman Kściuczek
Roman Kściuczek (ur. 21 stycznia 1925 w Mysłowicach, zm. 21 września 1994) – polski polityk, działacz związkowy.

## Życiorys
W czasie II wojny światowej został wcielony do Wehrmachtu. W latach 1944-46 służył w Polskich Siłach Zbrojnych na Zachodzie. Po powrocie do Polski był zatrudniony w Polskim Radio, potem pracował jako laborant, technik, mistrz i dyspozytor. Po zwolnieniu z pracy w 1968 r. prowadził samodzielna działalność gospodarczą (hodowla drobiu). 
Od 1978 r. nawiązał kontakt z Kazimierzem Świtoniem i współpracował z Ruchem Obrony Praw Człowieka i Obywatela na Górnym Śląsku. 
W lutym 1978 r. został współzałożycielem Komitetu Wolnych Związków Zawodowych w Katowicach. Od tego czasu był poddawany brutalnym represjom: zatrzymania na 48 godzin, rewizje mieszkania, pogróżki i szantaż ze strony funkcjonariuszy Służby Bezpieczeństwa i aktywistów Polskiej Zjednoczonej Partii Robotniczej, grzywny i nakazy administracyjne uniemożliwiające prowadzenie działalności gospodarczej, stanowiącej jedyne źródło utrzymania całej rodziny, kara aresztu – 3 miesiące.
W latach 1978–1980 Kściuczek był jednym z redaktorów pisma ROPCiO – Ruch Związkowy. 
Był jednym z członków założycieli Konfederacji Polski Niepodległej. W lutym 1980 r. był jedną z ośmiu osób, które ta partia usiłowała zarejestrować jako kandydatów w wyborach do Sejmu PRL. W związku z tym w marcu 1980 r. został skazany ponownie na karę 3 miesięcy aresztu. 
Jesienią 1980 r. współtworzył Niezależne Samorządne Związki Zawodowe Regionu Południowego Polski „Piast", które nie odegrały jednak poważnej roli. 
W grudniu 1980 zaniechał działalności opozycyjnej. 